# 1U busz (Szombathely)
A szombathelyi 1U jelzésű autóbusz a Vasútállomás - Egyetem - Bogát - Egyetem - Vasútállomás útvonalon közlekedik. A vonalat a Blaguss Agora üzemelteti.

## Története
2016. február 1. előtt a Savaria Egyetemi Központ és a Waldorf iskola megállóhelyek között az Óperint Üzletház – Juhász Gyula utca útvonalon közlekedett. 2022. január 1-jétől a viszonylat üzemeltetését a Volánbusztól a Blaguss Agora vette át.
2022. augusztus 1-től a Savaria Egyetemi Központ és a Szent Gellért utca megállóhelyek között a Mátyás király utca - Rumi út útvonalon közlekedik, valamint a Bendefy László utca után Bogátot a 12-es járathoz hasonlóan tárja fel.

## Közlekedése
Munkanapokon közlekedik, a reggeli csúcsidőben 2 járat, míg délután óránként indul, 4 alkalommal.

## Útvonala
| Vasútállomás → Egyetem → Bogát → Egyetem → Vasútállomás |
| --- |
| Vasútállomás - Szelestey László utca - Petőfi Sándor utca - Magyar László utca - Dózsa György utca - Óperint utca - Kiskar utca - Mátyás király utca - Rumi út - Szent István király utca - Bogáti út - Bogát fasor - Rumi Külső út - Ifjúság utca - Rumi út - Bükkfa utca - Rumi Külső út - Rumi út - Mátyás király utca - Kiskar utca - Óperint utca - Dózsa György utca - Magyar László utca - Petőfi Sándor utca - Király utca - Széll Kálmán utca - Vasútállomás |

## Megállói
| 0  | Vasútállomás                     | 28 | 2A, 2C, 3H, 5, 6, 6H, 7, 9, 10H, 12, 20A, 20C, 21, 21A, 22, 23, 25, 27, 27A, 29A, 29C, 30Y | Szombathely Helyi autóbusz-állomás, Éhen Gyula tér |
| 2  | Szelestey László utca 27.        | ∫  | 5, 12, 21, 22, 23, 25                                                                      | |
| ∫  | 56-osok tere (Széll Kálmán utca) | 27 | 2A, 3H, 5, 6, 6H, 9, 10H, 12, 20A, 21, 21A, 22, 23, 25, 27, 27A, 29A, 30Y                  | 56-osok tere, Vámhivatal, Földhivatal, Államkincstár, Gyermekotthon |
| 3  | Szelestey László utca 15.        | ∫  | 5, 12, 21, 22, 23, 25                                                                      | SZTK, Művelődési és Sportház |
| ∫  | Savaria Nagyszálló               | 25 | 5, 12, 21, 22, 23, 25                                                                      | MÁV Zrt. Területi Igazgatóság, Savaria szálló, Mártírok tere, Savaria Mozi |
| 4  | Berzsenyi Könyvtár               | 24 | 5, 12, 21, 22, 23, 25                                                                      | Berzsenyi Dániel Könyvtár, Petőfi Üzletház, A 14 emeletes épület, Domonkos rendház, Nemzeti Adó- és Vámhivatal, Tüdőszűrő, Paragvári utcai Általános Iskola                                                                                           |
| 5  | Autóbusz-állomás (Petőfi utca)   | 23 | 4H, 5, 5H, 7H, 9, 10H, 23, 27, 27A, 30Y                                                    | Autóbusz-állomás, Ady Endre tér, Rendőrség, Tűzoltóság, Megyei Művelődési és Ifjúsági Központ, Puskás Tivadar Szakképző Iskola, Régi börtön, Romkert, Weöres Sándor Színház, Gépipari és Informatikai Szakközépiskola, Brenner János Általános Iskola |
| 6  | Savaria Egyetemi Központ         | 21 | 23                                                                                         | Savaria Egyetemi Központ, Károlyi Gáspár tér, Református Lelkészi Hivatal, Nagy Lajos Gimnázium, Aranyhíd Nevelési-Oktatási Integrációs Központ |
| 8  | Óperint üzletház                 | 19 | 7, 23                                                                                      | Óperint üzletház, Nyomda, Kiskar utcai rendelő, Evangélikus templom |
| 9  | Nyomda                           | ∫  | 4H, 5H, 7, 7H, 9, 10H, 23, 27, 27A, 30Y                                                    | Nyomda, Óperint Üzletház, Smidt Múzeum, Kiskar utcai rendelő, Székesegyház, Megyeháza, Püspöki Palota, Nyugat Magyarországi Egyetem D Épület, Levéltár                                                                                                |
| 10 | Mátyás király utca 10.           | 17 | 7H                                                                                         | |
| 11 | Babits Mihály utca               | 16 | 7H                                                                                         | |
| 12 | Németújvár utca                  | 15 | 7H                                                                                         | |
| 13 | Szent Gellért utca               | 14 | 7H, 12, 21                                                                                 | Rumi úti temető, Reguly Antal Általános Iskola |
| 14 | Rumi út 142.                     | 12 | 7H, 12, 21                                                                                 | |
| 16 | Csititó                          | 11 | 12, 21                                                                                     | Művelődési Ház |
| 17 | Bendefy László utca              | 9  | 12, 21, 21A                                                                                | Szombathely-Szőlős |
| 18 | Szent István király utca 7.      | ∫  | 12, 21, 21A                                                                                | Szombathely-Szőlős |
| ∫  | Bükkfa utca                      | 8  | 12, 21, 21A                                                                                | |
| 19 | Harangláb                        | ∫  | 12, 21, 21A                                                                                | |
| ∫  | Komárom utca                     | 7  | 12, 21, 21A                                                                                | Gyöngyöshermáni temető |
| 21 | Győzelem utca                    | ∫  | 12, 21, 21A                                                                                | Szent István lakópark, Szegedy-kastély, Játéksziget Óvoda |
| ∫  | Török Ignác utca                 | 6  | 12, 21, 21A                                                                                | Gyöngyöshermán |
| 22 | Szentkirály, autóbusz-váróterem  | ∫  | 12, 21, 21A                                                                                | Szentkirály templom, Szentkirályi temető |
| ∫  | Izsó Miklós utca                 | 5  | 12, 21, 21A                                                                                | Rádióállomás, Szily-kastély |
| 23 | Bogáti út 10.                    | ∫  | 12, 21, 21A                                                                                | |
| ∫  | Sport tér                        | 4  | 12, 21, 21A                                                                                | Sport tér |
| ∫  | Bogát, bejárati út               | 2  | 12, 21, 21A                                                                                | |
| 24 | Bogát, szociális otthon          | 0  | 12, 21, 21A                                                                                | Bogáti Festetics kastély (Szociális Otthon), Bogáti focipálya |